# Partido Popular Alemán
El Partido Popular Alemán (en alemán: Deutsche Volkspartei, abreviado DVP) fue un partido político alemán de ideología liberal y nacionalista, fundado por miembros del viejo Partido Liberal Nacional al formarse la República de Weimar. Entre sus planteamientos ideológicos se hallaban el monarquismo constitucional, el liberalismo económico, el liberalismo nacionalista, o el nacionalismo moderado. Existió entre 1918 y 1933.
Cuando Gustav Stresemann dirigió el partido, gradualmente lo enfocó hacia la cooperación con los partidos del centro y la izquierda. Sin embargo, tras su muerte en 1929, el partido adoptó posiciones más a la derecha. El DVP aceptó la forma republicana de gobierno a pesar de que entre buena parte de sus militantes el sentimiento monárquico tenía gran peso y se opuso al Tratado de Versalles. En 1933, tras la subida al poder de Hitler, las nuevas autoridades nazis disolvieron el partido.

## Resultados electorales
| Año       | # de votos     | % de votos | # de escaños obtenidos | +/– | Resultado                                   |
| --------- | -------------- | ---------- | ---------------------- | --- | ------------------------------------------- |
| 1919      | 1.345.638 (#6) | 4,43       | 19/421                 |     | Oposición                                   |
| 1920      | 3.919.446 (#4) | 13,90      | 65/459                 | 46  | Coalición (DVP-DDP) (1920-1921)             |
| 1920      | 3.919.446 (#4) | 13,90      | 65/459                 | 46  | Oposición (1921-1922)                       |
| 1920      | 3.919.446 (#4) | 13,90      | 65/459                 | 46  | Coalición (DVP-Zentrum-DDP-BVP) (1922-1923) |
| 1920      | 3.919.446 (#4) | 13,90      | 65/459                 | 46  | Oposición (1923)                            |
| 1920      | 3.919.446 (#4) | 13,90      | 65/459                 | 46  | Coalición (DVP-DDP-BVP) (1923-1924)         |
| May.-1924 | 2.694.381 (#5) | 9,20       | 45/472                 | 20  | Bloqueo parlamentario                       |
| Dic.-1924 | 3.049.064 (#4) | 10,07      | 51/493                 | 6   | Coalición (DNVP-Zentrum-DVP-DDP-BVP)        |
| 1928      | 2.679.703 (#5) | 8,71       | 45/491                 | 6   | Coalición (DVP-DDP-BVP) (1928)              |
| 1928      | 2.679.703 (#5) | 8,71       | 45/491                 | 6   | Coalición (Zentrum-DVP-DDP-BVP) (1928-1930) |
| 1930      | 1.577.365 (#6) | 4,51       | 30/477                 | 15  | Bloqueo parlamentario                       |
| Jul.-1932 | 436.002 (#7)   | 1,18       | 7/608                  | 23  | Bloqueo parlamentario                       |
| Nov.-1932 | 660.889 (#7)   | 1,86       | 11/584                 | 4   | Bloqueo parlamentario                       |
| Mar.-1933 | 1.577.365 (#6) | 1,10       | 2/647                  | 9   | Oposición                                   |